# دادگاه نمایشی

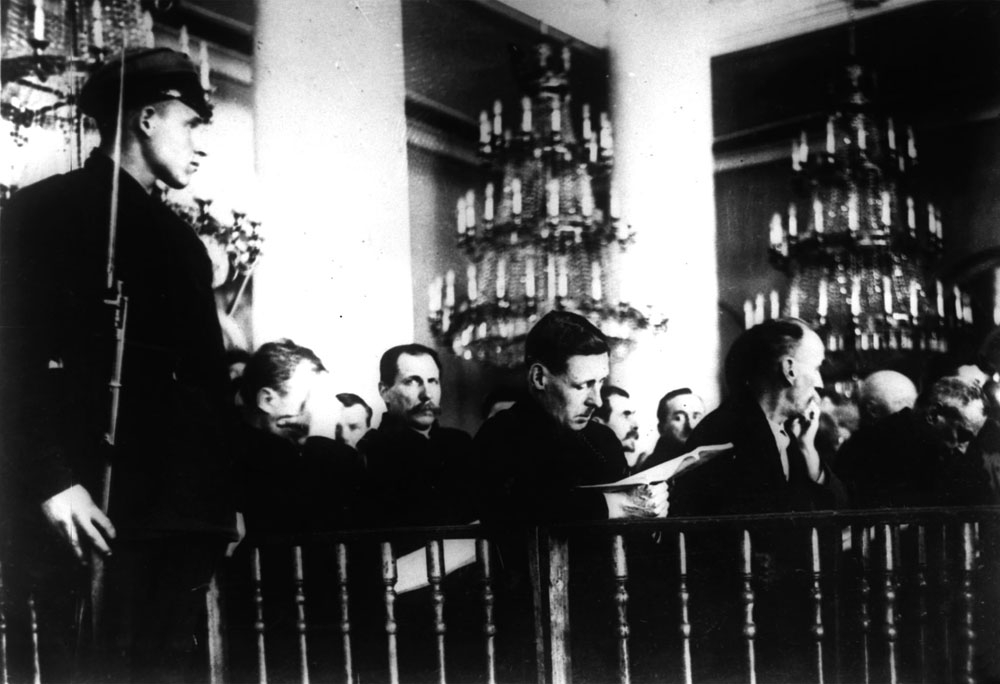
متهمان در دادگاه شختی

دادگاه نمایشی در رژیم‌های توتالیتر و دیکتاتوری و برای توجیهِ دولت، ترساندنِ تودهٔ مردم یا تنبیهِ دگراندیشان به کار گرفته می‌شوند. این محکمه‌ها فاقد هنجارهای یک دادگاه منصفانه و عادلانه هستند و کارکرد آن‌ها تحقیر متهمان، خردکردن شخصیت آنان و نهایتاً نابودی فیزیکی آنان است. این دادگاه‌ها، علنی، جنجالی و به‌همراهِ تبلیغاتِ گسترده‌ی دولتی هستند و حکمِ آن‌ها از پیش تعیین شده است.
در دوران معاصر، معروف‌ترین دادگاه‌های نمایشی مربوط به دوران حکومت استالین است. در دوران حکومت هیتلر نیز این دادگاه‌ها برگزار می‌شد. بعدها در برخی دیگر از کشورهای اقمار شوروی نیز طبق الگوی محاکمات استالینی، دادگاه‌های نمایشی برگزار شد. این محاکمات در اواخر دههٔ چهل و اوایل دههٔ پنجاهِ میلادی —یعنی در دورهٔ آغازین جنگ سرد—در مجارستان، چکسلواکی و بلغارستان برپا شد. قربانیان به «خیانت به میهن» و نیز «همکاری با سرویس‌های جاسوسی غرب» متهم شدند.

## ویژگی‌ها
محکمه نمایشی، از لحاظ تاریخی برگرفته از دادگاه‌های تفتیش عقاید کلیسا است. ویژگی‌های این محکمه‌ها آن است که جنبهٔ علنی و جنجالی دارند و حکم آن‌ها از پیش تعیین شده است. هدف اصلی آن‌ها این است که علت مجازات متهمان این دادگاه علنی و گسترده شود، تا مایهٔ ارعاب و عبرت دیگر مخالفان گردد. همچنین قربانی مجبور می‌شود که به اشتباه فکری خودش اقرار کند، علیه هم‌فکران خود صحبت کند و حقانیت حاکمیت را اثبات‌کند.

## نمونه‌هایی از دادگاه‌های نمایشی

### دادگاه‌های استالینی
دادگاه‌های استالینی، به «پاکسازی‌های» بزرگ ایدئولوژیک در اتحاد جماهیر شوروی در بین سال‌های ۱۹۳۶ تا ۱۹۳۸ میلادی، مربوط می‌شود و نمونهٔ بسیار مشهوری از دادگاه‌های نمایشی است. در نتیجهٔ این محکمه‌ها، تقریباً همهٔ رهبران حزب بلشویک و یاران و متحدان ولادیمیر لنین، رهبر انقلاب ۱۹۱۷ روسیه محکوم و حذف شدند. به متهمان دادگاه‌های نمایشی، اتهام «همکاری با تروتسکی علیه استالین»، «جاسوسی برای کشورهای امپریالیستی» و «خیانت به منافع پرولتاریا» زده‌می‌شد. 

### دادگاه‌های محاکمهٔ معترضان انتخابات ۱۳۸۸ ایران
دادگاه معترضین اعتراضات ۱۳۸۸ برای محاکمه افرادی صورت گرفت که پس از انتخابات دهمین دورهٔ ریاست جمهوری ایران، نسبت به نتایج این انتخابات اعتراض داشتند. این دادگاه در شعبه ۱۵ دادگاه انقلاب اسلامی تهران به ریاست قاضی صلواتی تشکیل شده و تاکنون ۴ جلسه از آن انجام گرفته‌است. متهمان شامل فعالان سیاسی اصلاح طلب (که بعضاً از مقامات سابق جمهوری اسلامی بوده‌اند)، روزنامه‌نگاران منتقد دولت و جمهوری اسلامی، شرکت‌کنندگان حادثه آفرین در تجمعات اعتراضی پس از انتخابات می‌شوند که از حامیان میرحسین موسوی و مهدی کروبی کاندیداهای اصلاح‌طلب انتخابات بوده‌اند و از ساعت‌های پس از اعلام نتیجه انتخابات به‌تدریج دستگیر شده‌اند و به ایجاد اغتشاش، اقدام علیه امنیت ملی و زمینه‌چینی برای انقلاب رنگی متهم هستند.